# Traganek szerokolistny
Traganek szerokolistny (Astragalus glycyphyllos L.) – gatunek rośliny wieloletniej należący do rodziny bobowatych. Ludowa nazwa rośliny to „wilczy groch”. Występuje w Azji i Europie. W Polsce występuje na całym niżu i w niższych położeniach górskich. Roślina dość pospolita.

## Morfologia

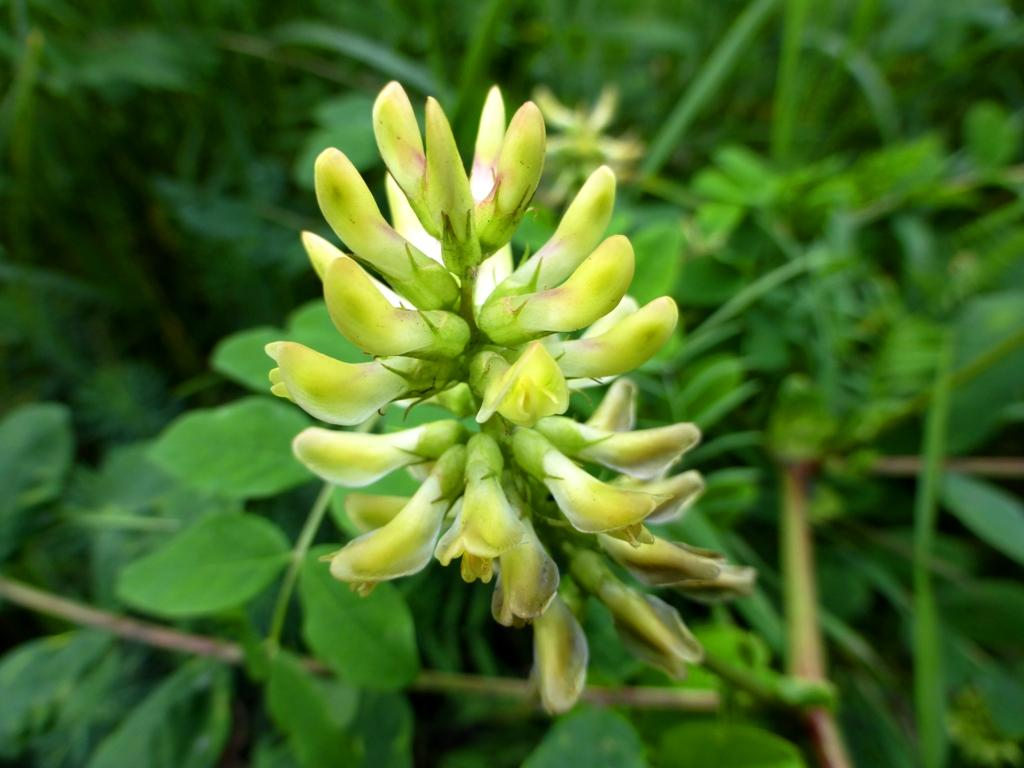
Kwiatostan

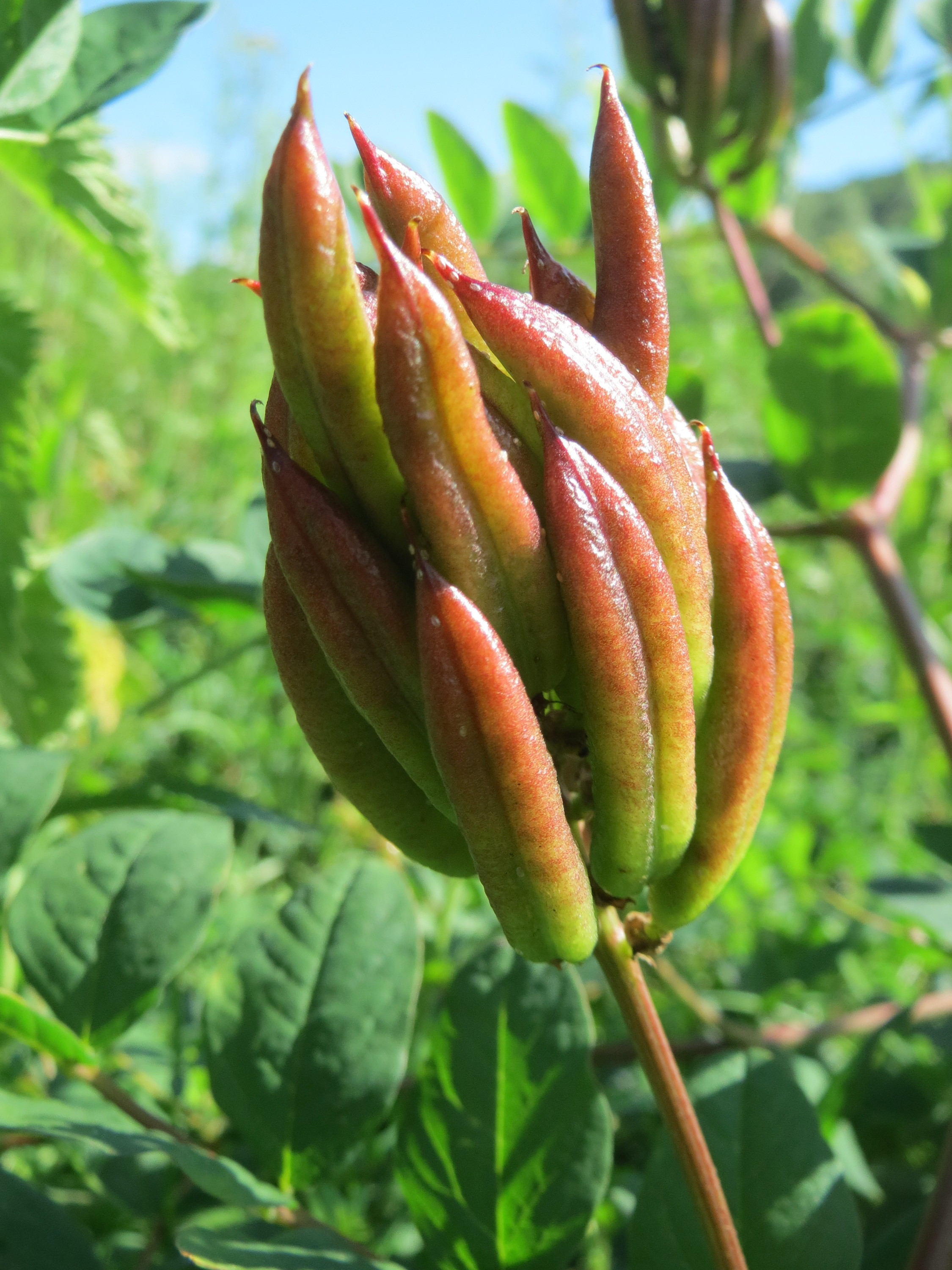
Owoce

PokrójRoślina pokładająca się, naga, o słodkawym smaku.
ŁodygaRozesłana, czterokanciasta, o długości do 150 cm, naga.
LiścieDuże, nieparzysto-pierzasto złożone, składające się z 4-7 par dużych, jajowatych lub eliptycznych i nagich listków. Dolne przylistki zrośnięte, górne wolne.
KwiatyMotylkowe, zebrane w dość luźne grono na długiej szypułce. Cały kwiatostan jest dużo krótszy od liścia, z kąta którego wyrasta. Kielich prawie nagi, korona żółtawobiała.
OwocRównowąski, nabrzmiały i nagi strąk.

## Biologia i ekologia
Bylina, hemikryptofit. Siedlisko: świetliste lasy i zarośla, murawy. W górach po regiel dolny. W klasyfikacji zbiorowisk roślinnych gatunek charakterystyczny dla Cl. Trifolio-Geranietea. Kwitnie od czerwca do września, zapylany jest przez błonkoskrzydłe.
Jest rośliną żywicielską motyla modraszka srebroplamka.